# Ni que fuéramos Shhh
Ni que fuéramos Shhh (inicialmente conocido como Ni que fuéramos Sálvame, modificado debido a una reclamación de derechos de Mediaset) fue un programa de televisión español producido por La Osa Producciones Audiovisuales (hasta el 25 de febrero de 2025, Fabricantes Studio) que se emitió entre el 15 de mayo de 2024 y el 27 de marzo de 2025. El espacio era presentado por María Patiño, y por Belén Esteban y Javier de Hoyos en su sustitución, y se emitía en directo de lunes a viernes de 15:50 a 20:00.
La señal del programa se retransmitía a través de las plataformas digitales YouTube, Twitch, El Televisero, Pronto.es, Tivify, Pluto.tv y Rakuten, emitiéndose simultáneamente en canales lineales como Ten a nivel nacional y Cantabria 7 Televisión y Atlántico TV a nivel autonómico. Además, estaba disponible en formato pódcast en Spotify y Amazon Music.

## Historia
El 5 de mayo de 2023, se anuncia por sorpresa el final del mítico programa Sálvame y de su versión nocturna Deluxe, la cual estaba prevista para el 16 de junio de 2023. Así, el 8 de mayo de 2023, Mediaset España y La Fábrica de la Tele emiten un comunicado conjunto en el que hacen oficial la finalización de ambos formatos, aunque finalmente, el formato diario acaba el 23 de junio y el nocturno, prácticamente un mes después: el viernes 14 de julio.
El 23 de junio de 2023, el último día de emisión de Sálvame, anuncian la participación de los colaboradores más míticos (Belén Esteban, Chelo García-Cortés, Kiko Hernández, Kiko Matamoros, Lydia Lozano, María Patiño, Terelu Campos y Víctor Sandoval) en un docu-reality por las Américas donde buscarían trabajo.
El formato se emitiría en Netflix bajo el título de Sálvese quien pueda, habiendo sido grabado entre el 19 y el 29 de julio de 2023. Este espacio cuenta con seis capítulos (tres en Miami y tres en México), siendo estrenados los tres primeros a mediados de noviembre de 2023 y los tres últimos, a principios de febrero de 2024. Aunque la plataforma Netflix tiene pensado grabar otra temporada para finales de 2024, los resultados de audiencia de los últimos episodios frenan la idea. Cabe destacar que, en este periodo de tiempo, Mediaset España veta a todos los colaboradores que participan en Sálvese quien pueda, excepto a Terelu Campos, y también todo lo relacionado con el programa, llegando a no citarlo al emitir imágenes del formato en sus programas. Entremedias, Mediaset España compra el 100 % de las acciones de La Fábrica de la Tele, que en el mes de julio pasa a llamarse Radical Change Contents y se centra en la creación de contenidos para el ecosistema digital del grupo de medios de comunicación. Todas estas desavenencias provocan la fundación de una nueva productora: Fabricantes Studio.
El 17 de abril de 2024, se anuncia la vuelta de los principales colaboradores del extinto Sálvame en un formato llamado inicialmente Ni que fuéramos Sálvame, para su emisión en directo en todas las redes sociales y plataformas de streaming. Esta nueva etapa contaría con María Patiño de presentadora y con Belén Esteban, Chelo García-Cortés, Kiko Matamoros, Lydia Lozano y Víctor Sandoval como colaboradores.
Aunque se prevé el estreno el lunes 6 de mayo de 2024, se estrena finalmente el miércoles 15 de mayo. Dos días antes, el 13 de mayo de 2024, tiene lugar la rueda de prensa de presentación del programa en el plató del mismo junto a parte de los colaboradores, productores y directores. Incluso, a apenas 24 horas del estreno, Mediaset España prohíbe usar la palabra Sálvame, ya que es propiedad de la empresa, por lo que el programa se ve obligado a cambiar su nombre a Ni que fuéramos Shhh.
El jueves 23 de mayo, tras 7 días de emisión, se confirma durante la última hora del programa que, desde el 3 de junio, se emitiría en la TDT a través del canal Ten, aunque continuarían emitiendo a través de Canal Quickie en YouTube, Twitch y el resto de canales digitales. Desde este día, el programa alarga su duración, pasando a comenzar a las 15:45 y finalizando a las 20:00. A estos cambios también se añade la incorporación del mítico colaborador Kiko Hernández.
Desde el lunes 10 de junio de 2024, el programa se fragmenta en Ni que fuéramos Shhh (15:45-19:00) y Ni que fuéramos: La Happy Hour (19:00-20:00). Además, este día ficha por el formato el periodista Javier de Hoyos, proveniente del programa Socialité, como el primer reportero de calle del programa, incorporando así también las conexiones en directo. Dos semanas después, el 24 de junio, el programa vuelve a modificar su horario, quedando dividido en Ni que fuéramos Shhh (15:30-18:30) y Ni que fuéramos: La Happy Hour (18:30-19:30).
El jueves 4 de julio de 2024, con motivo de la celebración del orgullo, realizan una pasarela llamada Pride Fashhhhion, en la que varios diseñadores visten a los colaboradores con vestidos con la bandera LGTBIQ+ presente. La ganadora es María Patiño a escasos puntos de distancia de Kiko Matamoros, el subcampeón. Más tarde, el 24 de julio, el espacio finaliza su primera temporada, retomando las emisiones el 2 de septiembre con más medios, novedades en su desarrollo, los fichajes de Pipi Estrada, Pinocho Pantoja y Aída Nízar, y un nuevo cambio de horario, comenzando a las 15:50 y finalizando a las 20:00.
El 22 de enero de 2025, el espacio deja de dividirse en dos bloques, emitiéndose entre las 15:50 y las 20:00 bajo la marca Ni que fuéramos Shhh. Dos meses más tarde, debido al traslado de buena parte del equipo y de los colaboradores a las tardes de La 1 de Televisión Española con La familia de la tele, la productora anuncia el fin del formato de cara al 27 de marzo de 2025, así como su relevo en Ten y Canal Quickie: un programa llamado Tentáculos, con Carlota Corredera al frente, que abordaría cada día contenidos de actualidad y entretenimiento con un panel de colaboradores.

## Formato
Ni que fuéramos Shhh es un formato presentado por María Patiño en el que un grupo de colaboradores comenta la actualidad del mundo del corazón, de la televisión y de los rostros populares del país. Además, también tienen cabida las conexiones en directo con su equipo de reporteros. Aparte de la tertulia y los reportajes, en el espacio se suceden varias secciones como:
- Quickie ronda: Todas las tardes realizan conexiones en directo con José María Garrido, periodista de El Plural, o Pedro Jiménez, periodista de El Televisero, entre otros, en las que comentan las noticias más impactantes en lo referente a temas como las audiencias o prensa rosa.

- Minuto de oro y minuto de plomo: Cada día, el periodista y colaborador Javier de Hoyos presenta una sección en la que se analizan las audiencias del programa anterior destacándose el minuto de oro y el de plomo, así como qué colaborador/a es el protagonista de estos. Al final de cada mes, se proclama a un rey/reina del minuto de oro y a un perdedor/a del minuto de plomo, títulos que conllevan un premio y un castigo a decisión del director David Valldeperas.

- Belleza y salud: La periodista Meli Camacho acude semanalmente al programa para dar consejos sobre salud, belleza y rejuvenecimiento, en ocasiones promocionando algún producto.

- ¡Belén a cenar conmigo!: A partir de la instalación de una cocina en la segunda temporada del programa, Belén Esteban comenzó a realizar una serie de recetas de forma diaria. Tras las críticas recibidas por su compañera y presentadora María Patiño se realizó ¡Belén a cenar conmigo! (featuring María Patiño), y esta pasó a tener su propia sección vista a continuación. También se realizó ¡Belén a cenar conmigo! (featuring Kiko Hernández).

- ¡Al baño María!: Tras el éxito de ¡Belén a cenar conmigo! (featuring María Patiño), se comenzó a realizar una sección de repostería los viernes con María Patiño. En ella también se realizan recetas propuestas por la dirección del programa.

- Ni en pintura: Los colaboradores del programa comenzaron a pintar las obras más destacadas de la pintura nacional e internacional histórica.

## Equipo

### Técnico
- Producción
  - La Osa Producciones Audiovisuales
- Dirección y coordinación
  - David Valldeperas (2024-2025)
  - Isa Morata (2024-2025)
  - Rocío Martín Vázquez (2025)

### Presentadores
| Presentador/a          | Información                           | Duración (años) | Duración (años) |
| Presentador/a          | Información                           | 2024            | 2025            |
| ---------------------- | ------------------------------------- | --------------- | --------------- |
| María Patiño           | Presentadora titular                  |                 |                 |
| Belén Esteban          | Presentadora sustituta                |                 |                 |
| César Toral «Escaleto» | Copresentador y presentador sustituto |                 |                 |
| Javier de Hoyos        | Copresentador y presentador sustituto |                 |                 |

1. ↑  Durante las publicidades del programa los redactores y becarios del programa se turnan para ser presentadores en streaming y charlar de forma más amena con algún colaborador que ese día acuda a plató.

#### Presentadores sustitutos puntuales
| Presentador/a       | Información                       | Duración (años) | Duración (años) |
| Presentador/a       | Información                       | 2024            | 2025            |
| ------------------- | --------------------------------- | --------------- | --------------- |
| Marta Riesco        | Periodista                        |                 |                 |
| Antonio Albert      | Periodista de ABC                 |                 |                 |
| Chelo García-Cortés | Periodista                        |                 |                 |
| Kiko Hernández      | Colaborador de televisión y actor |                 |                 |
| Víctor Sandoval     | Colaborador de televisión         |                 |                 |

### Colaboradores

#### Colaboradores habituales
| Colaboradores       | Información                                           | Duración (años) | Duración (años) |
| Colaboradores       | Información                                           | 2024            | 2025            |
| ------------------- | ----------------------------------------------------- | --------------- | --------------- |
| Belén Esteban       | Personalidad televisiva                               |                 |                 |
| Chelo García-Cortés | Periodista                                            |                 |                 |
| Gonzalo Vázquez     | Periodista                                            |                 |                 |
| Javier de Hoyos     | Periodista                                            |                 |                 |
| Juanma Fernández    | Periodista y director de Bluper                       |                 |                 |
| Kiko Hernández      | Colaborador de televisión y actor                     |                 |                 |
| Kiko Matamoros      | Colaborador de televisión y exrepresentante artístico |                 |                 |
| Lydia Lozano        | Periodista                                            |                 |                 |
| Marta Riesco        | Periodista                                            |                 |                 |
| Raúl Rodríguez      | Periodista de El Español                              |                 |                 |
| Sandra Bruman       | Vedette                                               |                 |                 |
| Víctor Sandoval     | Colaborador de televisión                             |                 |                 |
| Aída Nízar          | Concursante de Gran Hermano                           |                 |                 |
| Pipi Estrada        | Periodista                                            |                 |                 |

#### Colaboradores esporádicos
| Colaboradores        | Información                               | Duración (años) | Duración (años) |
| Colaboradores        | Información                               | 2024            | 2025            |
| -------------------- | ----------------------------------------- | --------------- | --------------- |
| Aneth Acosta         | Examiga de Isa Pantoja                    |                 |                 |
| Antonio Albert       | Periodista de ABC                         |                 |                 |
| Carolina Sobe        | Concursante de Gran Hermano               |                 |                 |
| José María Garrido   | Periodista de El Plural                   |                 |                 |
| Amor Romeira         | Concursante de Gran Hermano               |                 |                 |
| David Andújar        | Periodista y creador de contenido en RRSS |                 |                 |
| Inés Hernand         | Humorista                                 |                 |                 |
| Liz Emiliano         | Concursante de Gran Hermano               |                 |                 |
| Mayte Ametlla        | Periodista y directora de televisión      |                 |                 |
| Malbert              | Youtuber y personalidad de Internet       |                 |                 |
| Meli Camacho         | Periodista y amiga de María Teresa Campos |                 |                 |
| Pupi Poisson         | Drag queen                                |                 |                 |
| Samantha Ballentines | Drag queen                                |                 |                 |

#### Colaboradores solo en sección
| Colaboradores        | Información                                           | Sección                                          | Duración (años) | Duración (años) |
| Colaboradores        | Información                                           | Sección                                          | 2024            | 2025            |
| -------------------- | ----------------------------------------------------- | ------------------------------------------------ | --------------- | --------------- |
| Antonio Albert       | Periodista de ABC                                     | Quickie Ronda                                    |                 |                 |
| Berto Molina         | Periodista                                            | Quickie Ronda                                    |                 |                 |
| José María Garrido   | Periodista de El Plural                               | Quickie Ronda                                    |                 |                 |
| Esther Mucientes     | Periodista de El Mundo                                | Quickie Ronda                                    |                 |                 |
| Pablo Montesinos     | Periodista de Artículo 14                             | Quickie Ronda                                    |                 |                 |
| Pedro Jiménez        | Periodista de El Televisero                           | Quickie Ronda                                    |                 |                 |
| Rocco Steinhäuser    | Periodista de RAC 1                                   | Quickie Ronda                                    |                 |                 |
| Sergio López         | Periodista 'Open to work'                             | Quickie Ronda                                    |                 |                 |
| Belén Esteban        | Personalidad televisiva                               | ¡Belén a cenar conmigo!                          |                 |                 |
| Javier de Hoyos      | Periodista                                            | Análisis del minuto de oro y del minuto de plomo |                 |                 |
| Lu Vargas            | Astróloga                                             | Astrología                                       |                 |                 |
| María Patiño         | Periodista, presentadora y colaboradora de televisión | Al baño maría                                    |                 |                 |
| Álvaro Roldán        | Periodista de El Confi TV                             | Quickie Ronda                                    |                 |                 |
| Ana Lombardía        | Psicóloga                                             | Dime cómo duermes y te diré quién eres           |                 |                 |
| Chelo García-Cortés  | Periodista y colaboradora de televisión               | Diario Che                                       |                 |                 |
| Conchita Pérez       | Poligrafista                                          | Polígrafo Shhh                                   |                 |                 |
| Jesús Sánchez Martos | Médico                                                | Ni que fuéramos Saber vivir                      |                 |                 |
| Meli Camacho         | Periodista y amiga de María Teresa Campos             | Belleza y salud                                  |                 |                 |

### Redactores
| Redactores             | Información | Duración (años) | Duración (años) |
| Redactores             | Información | 2024            | 2025            |
| ---------------------- | ----------- | --------------- | --------------- |
| Jesús Sánchez          | Periodista  |                 |                 |
| Alberto Puchades       | Periodista  |                 |                 |
| César Toral «Escaleto» | Periodista  |                 |                 |
| Claudia Salcedo        | Periodista  |                 |                 |
| Isa Morata             | Periodista  |                 |                 |
| Javier de Hoyos        | Periodista  |                 |                 |
| Hugo Montiel           | Periodista  |                 |                 |
| Fernando Hermoso       | Periodista  |                 |                 |

### Reporteros
| Reporteros           | Información                                                    | Duración (años) | Duración (años) |
| Reporteros           | Información                                                    | 2024            | 2025            |
| -------------------- | -------------------------------------------------------------- | --------------- | --------------- |
| Bibi Rodríguez       | Componentes del dúo de Las Mellis y examigas de Isabel Pantoja |                 |                 |
| Raquel Rodríguez     | Componentes del dúo de Las Mellis y examigas de Isabel Pantoja |                 |                 |
| Gonzalo Vázquez      | Periodista                                                     |                 |                 |
| Javier de Hoyos      | Periodista                                                     |                 |                 |
| Marta Riesco         | Periodista                                                     |                 |                 |
| Rocío Sañudo Limón   | Periodista                                                     |                 |                 |
| Sandra Bruman        | Vedette                                                        |                 |                 |
| Víctor Sandoval      | Colaborador de televisión                                      |                 |                 |
| Aída Nízar           | Personalidad mediática                                         |                 |                 |
| Alba Morales         | Periodista                                                     |                 |                 |
| Jesús Sánchez Moreno | Periodista                                                     |                 |                 |

## Espacios derivados
Ni que fuéramos Shhh cuenta con una serie de espacios derivados con motivo de celebraciones especiales o en forma de sección.

### Pride Fashhhion(2024)
Con motivo de la celebración del Orgullo LGTBIQ+, los colaboradores del programa desfilaron por una pasarela con trajes creados por diseñadores profesionales. El desfile contó con un jurado y un televoto creado por la audiencia para decidir quiénes desfilaron mejor y peor.

#### Presentadores
| Presentador/a          | Información         | Duración (años) |
| Presentador/a          | Información         | 2024            |
| ---------------------- | ------------------- | --------------- |
| Javier de Hoyos        | Presentador titular |                 |
| César Toral «Escaleto» | Copresentador       |                 |

#### Jurado
| Juez/a       | Información                    | Duración (años) |
| Juez/a       | Información                    | 2024            |
| ------------ | ------------------------------ | --------------- |
| José Perea   | Diseñador                      |                 |
| Liz Emiliano | Concursante de Gran Hermano 10 |                 |
| Meli Camacho | Periodista                     |                 |

#### Participantes
| Participante               | Conocido/a por…                                       | Puesto      |
| -------------------------- | ----------------------------------------------------- | ----------- |
| María Patiño               | Periodista                                            | Ganadora    |
| Marta Riesco               | Periodista                                            | 2.º puesto  |
| Kiko Matamoros             | Exrepresentante artístico y colaborador de televisión | 3.er puesto |
| Belén Esteban              | Personalidad televisiva                               | 4.º puesto  |
| Chelo García-Cortés        | Periodista                                            | 5.º puesto  |
| Jesús Sánchez «El becario» | Redactor del programa                                 | —           |

### Benidorm Feshhht(2024)
Con motivo de la candidatura de Marta Riesco y Víctor Sandoval al Benidorm Fest, ambos presentaron su canción en directo en el programa. Las actuaciones contaron con un jurado y un televoto creado por la audiencia para decidir cuál de los dos presentaba una mejor canción.

#### Presentadora
| Presentador/a | Información          | Duración (años) |
| Presentador/a | Información          | 2024            |
| ------------- | -------------------- | --------------- |
| María Patiño  | Presentadora titular |                 |

#### Jurado
| Juez/a               | Información | Duración (años) |
| Juez/a               | Información | 2024            |
| -------------------- | ----------- | --------------- |
| Pupi Poisson         | Drag queen  |                 |
| Luis Mesa            | Periodista  |                 |
| Samantha Ballentines | Drag queen  |                 |
| Verónica Romero      | Cantante    |                 |

#### Participantes
| Participante    | Conocido/a por…           | Canción        | Notas   |
| --------------- | ------------------------- | -------------- | ------- |
| Marta Riesco    | Periodista                | «Ahora soy yo» | —       |
| Víctor Sandoval | Colaborador de televisión | «Abismo»       | Ganador |

## Temporadas y audiencias
| Temporada | N.° de episodios | Estreno                 | Final               | Audiencia    | Audiencia         |
| Temporada | N.° de episodios | Estreno                 | Final               | Espectadores | Cuota de pantalla |
| --------- | ---------------- | ----------------------- | ------------------- | ------------ | ----------------- |
| 1         | 50               | 15 de mayo de 2024      | 24 de julio de 2024 | 208.000      | 2,7 %             |
| 2         | 139              | 2 de septiembre de 2024 | 27 de marzo de 2025 | 175 000      | 2,1 %             |
| Media     | 189              | 15 de mayo de 2024      | 27 de marzo de 2025 | 182 000      | 2,2 %             |

### Primera temporada (2024)
| N.º total       | N.º temp.       | Título                                                                         | Fecha de emisión | Audiencia                       | Audiencia                     | Minuto de oro (Canal Quickie) | Minuto de oro (Canal Quickie) |
| N.º total       | N.º temp.       | Título                                                                         | Fecha de emisión | Espectadores en Ten             | Espectadores en Canal Quickie | Espectadores                  | Hora                          |
| --------------- | --------------- | ------------------------------------------------------------------------------ | ---------------- | ------------------------------- | ----------------------------- | ----------------------------- | ----------------------------- |
| Rueda de prensa | Rueda de prensa | Rueda de prensa                                                                | 13/05/2024       | N/A                             | 5588                          | 6891                          | 17:51                         |
| 1               | 1               | Bombazo Antonio Tejado, Matamoros Supervivientes y situación Dulce             | 15/05/2024       | N/A                             | 37.189                        | 42.423                        | 17:59                         |
| 2               | 2               | Una visita a la cadena de enfrente, un bombazo sobre Tejado y una casa maldita | 16/05/2024       | N/A                             | 39.568                        | 44.755                        | 17:20                         |
| 3               | 3               | Una monja en plató, el Tarregagate y celebramos la llegada de Benita           | 17/05/2024       | N/A                             | 37.294                        | 44.416                        | 17:28                         |
| 4               | 4               | ¡El destino de Ana Rosa, la ira de Bárbara Rey y Tejado en libertad!           | 20/05/2024       | N/A                             | 37.190                        | 42.836                        | 17:54                         |
| 5               | 5               | ¿Quién se estrena como colaborador?                                            | 21/05/2024       | N/A                             | 37.297                        | 42.858                        | 17:32                         |
| 6               | 6               | Lydia baila el primer quickieminero de Ni que fuéramos Shhh                    | 22/05/2024       | N/A                             | 39.715                        | 46.439                        | 17:32                         |
| 7               | 7               | El día que lo cambiará todo                                                    | 23/05/2024       | N/A                             | 39.263                        | 49.262                        | 18:04                         |
| 8               | 8               | Un cenichelo para Tita Cervera                                                 | 24/05/2024       | N/A                             | 34.896                        | 40.731                        | 17:32                         |
| 9               | 9               | La patrona quiere presentar                                                    | 27/05/2024       | N/A                             | 36.685                        | 41.913                        | 17:32                         |
| 10              | 10              | Nos preparamos para el concierto de Taylor Swift                               | 28/05/2024       | N/A                             | 32.164                        | 39.281                        | 18:18                         |
| 11              | 11              | Todo el mundo merece una segunda oportunidad                                   | 29/05/2024       | N/A                             | 34.788                        | 40.233                        | 17:53                         |
| 12              | 12              | Su nombre incendia                                                             | 30/05/2024       | N/A                             | 39.749                        | 48.958                        | 17:33                         |
| 13              | 13              | ¿Por qué y por cuánto?                                                         | 31/05/2024       | N/A                             | 38.170                        | 43.821                        | 18:33                         |
| 14              | 14              | Marta Riesco raja sin censura                                                  | 03/06/2024       | 258 000 (3,2 %)                 | 21.098                        | 23.798                        | 17:25                         |
| 15              | 15              | Marta Riesco larga contra Rocío Flores                                         | 04/06/2024       | 328 000 (4,1 %)                 | 22.455                        | 28.728                        | 16ː43                         |
| 16              | 16              | Los orígenes de Marta Riesco en Ni que fuéramos Shhh                           | 05/06/2024       | 273 000 (3,5 %)                 | 19.909                        | 24.999                        | 19:39                         |
| 17              | 17              | Ni que fuéramos haters                                                         | 06/06/2024       | 233 000 (3,0 %)                 | 18.858                        | 22.698                        | 17:35                         |
| 18              | 18              | La guerra de las tardes                                                        | 07/06/2024       | 202 000 (2,4 %)                 | 17.993                        | 22.132                        | 17:40                         |
| 19              | 19              | La entrevista a Marta Riesco en directo                                        | 10/06/2024       | 206 000 (2,4 %)277 000 (3,9 %)  | 26.316                        | 33.874                        | 19:25                         |
| 20              | 20              | El cara a cara de Belén y Marta Riesco                                         | 11/06/2024       | 260 000 (3,1 %)                 | 27.771                        | 36.837                        | 18:49                         |
| 21              | 21              | La primera salida de Marta Riesco                                              | 12/06/2024       | 237 000 (2,7 %)203 000 (2,8 %)  | 24.929                        | 28.814                        | 17:40                         |
| 22              | 22              | Quien más sabe de la reina, en plató                                           | 13/06/2024       | 201 000 (2,5 %)160 000 (2,4 %)  | 21.783                        | 25.574                        | 17:20                         |
| 23              | 23              | La salida de Riesco                                                            | 14/06/2024       | 233 000 (2,8 %)220 000 (3,2 %)  | 19.562                        | 26.044                        | 17:38                         |
| 24              | 24              | El enfrentamiento entre Olga Moreno y Marta Riesco                             | 17/06/2024       | 240 000 (2,7 %)228 000 (3,0 %)  | 24.871                        | 29.790                        | 19:50                         |
| 25              | 25              | La resaca de la misa de las Campos                                             | 18/06/2024       | 223 000 (2,5 %)188 000 (2,4 %)  | 23.502                        | 27.979                        | 17:38                         |
| 26              | 26              | Alejandra Rubio embarazada                                                     | 19/06/2024       | 265 000 (2,9 %)203 000 (2,5 %)  | 25.040                        | 30.644                        | 17:22                         |
| 27              | 27              | Las Campos emparentadas con la aristocracia italiana                           | 20/06/2024       | 253 000 (2,8 %)245 000 (3,1 %)  | 24.019                        | 28.249                        | 17:41                         |
| 28              | 28              | El análisis de SV de Marta Riesco                                              | 21/06/2024       | 257 000 (3,0 %)243 000 (3,4 %)  | 22.427                        | 26.443                        | 17:35                         |
| 29              | 29              | El primer poli shhh                                                            | 24/06/2024       | 184 000 (2,1 %)195 000 (2,7 %)  | 25.550                        | 30.134                        | 17:51                         |
| 30              | 30              | Estafado por Carlo Costanzia                                                   | 25/06/2024       | 249 000 (3,0 %)258 000 (3,4 %)  | 22.764                        | 27.792                        | 17:34                         |
| 31              | 31              | El vecino de Carlo Costanzia a plató                                           | 26/06/2024       | 263 000 (3,1 %) 238 000 (3,2 %) | 23.012                        | 28.046                        | 16:57                         |
| 32              | 32              | Visitamos el descampado de las pruebas                                         | 27/06/2024       | 250 000 (3,1 %) 237 000 (3,5 %) | 22.966                        | 27.627                        | 17:42                         |
| 33              | 33              | Un orgullo de vecina                                                           | 28/06/2024       | 252 000 (3,0 %) 237 000 (3,4 %) | 22.325                        | 27.959                        | 16:58                         |
| 34              | 34              | Terelu de lunes                                                                | 01/07/2024       | 224 000 (2,6 %) 209 000 (2,6 %) | 24.570                        | 29.299                        | 17:37                         |
| 35              | 35              | Chelo cazada                                                                   | 02/07/2024       | 209 000 (2,4 %) 208 000 (2,9 %) | 22.157                        | 26.850                        | 17:42                         |
| 36              | 36              | Lo que la isla se perdió                                                       | 03/07/2024       | 213 000 (2,5 %) 178 000 (2,6 %) | 21.614                        | 26.163                        | 17:24                         |
| 37              | 37              | La Pride Fashhhion                                                             | 04/07/2024       | 166 000 (2,0 %)                 | 20.463                        | 23.914                        | 17:17                         |
| 38              | 38              | Es-cassi una relación abierta                                                  | 08/07/2024       | 143 000 (1,7 %) 148 000 (2,2 %) | 21.162                        | 25.458                        | 17:34                         |
| 39              | 39              | Descubrimos la Huelva de Alejandra Rubio                                       | 09/07/2024       | 148 000 (1,7 %) 144 000 (2,0 %) | 19.250                        | 22.542                        | 17:40                         |
| 40              | 40              | Seguimos la pista a Valerie                                                    | 10/07/2024       | 177 000 (2,1 %) 167 000 (2,5 %) | 19.158                        | 23.207                        | 17:09                         |
| 41              | 41              | El monumental cabreo de una señorita                                           | 11/07/2024       | 180 000 (2,2 %) 190 000 (2,8 %) | 18.330                        | 21.448                        | 17:28                         |
| 42              | 42              | Pinocho viene a NQF                                                            | 12/07/2024       | 200 000 (2,4 %) 185 000 (2,7 %) | 18.395                        | 22.970                        | 17:38                         |
| 43              | 43              | Rompemos con nuestro pasado                                                    | 15/07/2024       | 181 000 (2,1 %) 184 000 (2,5 %) | 19.838                        | 23.799                        | 17:40                         |
| 44              | 44              | El primer día de la nueva era                                                  | 16/07/2024       | 151 000 (1,8 %) 155 000 (2,3 %) | 17.786                        | 21.566                        | 17:36                         |
| 45              | 45              | Belén remata a las Campos                                                      | 17/07/2024       | 181 000 (2,3 %) 176 000 (2,7 %) | 18.397                        | 22.039                        | 17:59                         |
| 46              | 46              | Desde hoy Terelu es Fiona                                                      | 18/07/2024       | 223 000 (2,8 %) 257 000 (3,8 %) | 19.561                        | 23.547                        | 17:27                         |
| 47              | 47              | Novedades de la pantoamiga de David                                            | 19/07/2024       | 205 000 (2,5 %) 191 000 (2,9 %) | 18.789                        | 22.045                        | 17:06                         |
| 48              | 48              | La noticia más esperada                                                        | 22/07/2024       | 158 000 (1,9 %) 146 000 (2,2 %) | 18.571                        | 22.986                        | 17:38                         |
| 49              | 49              | El monstruo del pantano                                                        | 23/07/2024       | 153 000 (1,9 %) 147 000 (2,2 %) | 19.000                        | 24.431                        | 17:41                         |
| 50              | 50              | El último antes de las vacaciones                                              | 24/07/2024       | 184 000 (2,2 %) 189 000 (2,8 %) | 18.621                        | 23.001                        | 17:40                         |

### Segunda temporada (2024-2025)
| N.º total | N.º temp. | Título                                              | Fecha de emisión | Audiencia                      |
| N.º total | N.º temp. | Título                                              | Fecha de emisión | Espectadores en Ten            |
| --------- | --------- | --------------------------------------------------- | ---------------- | ------------------------------ |
| 51        | 1         | Una vuelta muy revuelta                             | 02/09/2024       | 182 000 (2,3%)                 |
| 52        | 2         | La resaca del huracán                               | 03/09/2024       | 188 000 (2,3%)168 000 (2,4%)   |
| 53        | 3         | Habla la exnuera de potota                          | 04/09/2024       | 149 000 (1,9%)130 000 (1,9 %)  |
| 54        | 4         | El huracán ya está aquí                             | 05/09/2024       | 167 000 (2,1 %)151 000 (2,3 %) |
| 55        | 5         | Viernes de clanes                                   | 06/09/2024       | 136 000 (1,7 %)121 000 (1,9 %) |
| 56        | 6         | Lunes de exclusivas                                 | 09/09/2024       | 174 000 (2,3 %)202 000 (3,1 %) |
| 57        | 7         | Martes de potota y pototito                         | 10/09/2024       | 192 000 (2,5 %)182 000 (2,8%)  |
| 58        | 8         | La 1.ª Mishhhión de Aída Nízar                      | 11/09/2024       | 155 000 (2,0 %)150 000 (2,2 %) |
| 59        | 9         | Meli explota contra sus íntimas                     | 12/09/2024       | 141 000 (1,8 %)130 000 (1,9 %) |
| 60        | 10        | Bombazo de los Alejandra y audios de los Javis      | 13/09/2024       | 158 000 (2,1 %)157 000 (2,4%)  |
| 61        | 11        | Las secuelas del cara a cara                        | 16/09/2024       | 138 000 (1,8 %)149 000 (2,2 %) |
| 62        | 12        | Muerte de Jimmy                                     | 17/09/202        | 165 000 (2,2 %)161 000 (2,5 %) |
| 63        | 13        | Homenaje a Jimmy                                    | 18/09/2024       | 199 000 (2,6 %)163 000 (2,4%)  |
| 64        | 14        | Exclusivazos de jueves                              | 19/09/2024       | 174 000 (2,2 %)157 000 (1,9 %) |
| 65        | 15        | Desvelamos su identidad                             | 20/09/2024       | 202 000 (2,7%) 166 000 (2,6%)  |
| 66        | 16        | La verdad de la entrevista                          | 23/09/2024       | 195 000 (2,6%) 189 000 (2,9%)  |
| 67        | 17        | Los huevos de Belén                                 | 24/09/2024       | 166 000 (2,2%) 142 000 (2,1%)  |
| 68        | 18        | Las fotos más Bárbaras                              | 25/09/2024       | 244 000 (3,1%) 183 000 (2,6%)  |
| 69        | 19        | Las fotos, a examen                                 | 26/09/2024       | 173 000 (2,3%) 141 000 (2,1%)  |
| 70        | 20        | La verdad del asunto                                | 27/09/2024       | 205 000 (2,7%) 212 000 (3,2%)  |
| 71        | 21        | Las fotos tras la entrevista                        | 30/09/2024       | 210 000 (2,7%) 205 000 (3%)    |
| 72        | 22        | La amante lo cuenta todo                            | 01/10/2024       | 173 000 (2,3%)205 000 (3,1%)   |
| 73        | 23        | La amante se sienta en NQF                          | 02/10/2024       | 205 000 (2,5%)167 000 (2,2%)   |
| 74        | 24        | Ni que fuéramos La Revuelta                         | 03/10/2024       | 199 000 (2,9%)218 000 (2,9%)   |
| 75        | 25        | Terelu en la Lista Negra                            | 04/10/2024       | 179 000 (2,4%)                 |
| 76        | 26        | El bombazo de Pototito                              | 07/10/2024       | 178 000 (2,2%)144 000 (2,0%)   |
| 77        | 27        | Los desplantes del Rey                              | 08/10/2024       | 221 000 (3%)202 000 (2,5%)     |
| 78        | 28        | La madre de Paola en NQF                            | 09/10/2024       | 237 000 (2,8%)210 000 (2,7%)   |
| 79        | 29        | Huracán para Lomana                                 | 10/10/2024       | 235 000 (3,1%)243 000 (3,6%)   |
| 80        | 30        | ¿Posible paz entre María y Marta?                   | 11/10/2024       | 190 000 (2,4%) 191 000 (2,6%)  |
| 81        | 31        | Resaca Pototil                                      | 14/10/2024       | 218 000 (2,8%) 202 000 (2,8%)  |
| 82        | 32        | Bombazo sobre el chamán                             | 15/10/2024       | 183 000 (2,2%)170 000 (2,2%)   |
| 83        | 33        | Pipi infidelidad de miércoles                       | 16/10/2024       | 186 000 (2,4%) 193 000 (2,7%)  |
| 84        | 34        | Che-lo larga todo sobre las fotos                   | 17/10/2024       | 207 000 (2,6%)192 000 (2,5%)   |
| 85        | 35        | La abogada de las víctimas                          | 18/10/2024       | 214 000 (2,7%)170 000 (2,4%)   |
| 86        | 36        | El Cous-Cous de Pipi                                | 21/10/2024       | 193 000 (2,4%)161 000 (2,2%)   |
| 87        | 37        | El Benidorm Feshhht                                 | 22/10/2024       | 203 000 (2,6%)169 000 (2,3%)   |
| 88        | 38        | La resaca del Benidorm Feshhht                      | 23/10/2024       | 189 000 (2,4%)152 000 (2,1%)   |
| 89        | 39        | Interrogatorio a La Llorona                         | 24/10/2024       | 171 000 (2,1%)130 000 (1,8%)   |
| 90        | 40        | Chelo revienta el circo de boda                     | 25/10/2024       | 158 000 (1,9%)117 000 (1,5%)   |
| 91        | 41        | Dulces declaraciones                                | 28/10/2024       | 197 000 (2,3%)175 000 (2,0%)   |
| 92        | 42        | El terror invade Ni que fuéramos Shhh               | 29/10/2024       | 163 000 (1,8%)161 000 (1,8%)   |
| 93        | 43        | Especial: Los estragos de la DANA                   | 30/10/2024       | 139 000 (1,6%)                 |
| 94        | 44        | Ni que fuéramos con las víctimas de la DANA         | 31/10/2024       | 131 000 (1,6%)                 |
| 95        | 45        | Ni que fuéramos El hormiguero                       | 04/11/2024       | 167 000 (1,9%)                 |
| 96        | 46        | Sabemos dónde estaba Alejandra                      | 05/11/2024       | 158 000 (1,9%)                 |
| 97        | 47        | Es hora de saber la verdad                          | 06/11/2024       | 165 000 (2,0%)                 |
| 98        | 48        | ¿Sufriremos las consecuencias?                      | 07/11/2024       | 167 000 (2,0%)180 000 (2,2%)   |
| 99        | 49        | La verdad es vuestra                                | 08/11/2024       | 189 000 (2,2%)                 |
| 100       | 50        | Cumple de Belén con churros de María                | 11/11/2024       | 170 000 (2,1%)168 000 (2,1%)   |
| 101       | 51        | Los elegidos                                        | 12/11/2024       | 168 000 (1,9%)176 000 (2,0%)   |
| 102       | 52        | La revuelta de Matamoros                            | 13/11/2024       | 190 000 (2,1%)181 000 (1,9%)   |
| 103       | 53        | La fiesta de los futbolistas                        | 14/11/2024       | 184 000 (2,1%)                 |
| 104       | 54        | Un viernes muy embarazoso                           | 15/11/2024       | 175 000 (2,1%)163 000 (1,9%)   |
| 105       | 55        | La Bollo monta el pollo                             | 18/11/2024       | 168 000 (2,0%)171 000 (2,0%)   |
| 106       | 56        | La verdad del cumple de La Patrona                  | 19/11/2024       | 191 000 (2,3%)187 000 (2,2%)   |
| 107       | 57        | Plutón en acuario                                   | 20/11/2024       | 180 000 (2,1%)201 000 (2,4%)   |
| 108       | 58        | Día mundial de la TV                                | 21/11/2024       | 191 000 (2,3%)171 000 (2,0%)   |
| 109       | 59        | La testigo de las fiestas                           | 22/11/2024       | 192 000 (2,3%)175 000 (2,1%)   |
| 110       | 60        | Anabel ya es madre                                  | 25/11/2024       | 183 000 (2,1%)204 000 (2,4%)   |
| 111       | 61        | La polémica está servida                            | 26/11/2024       | 207 000 (2,5%)195 000 (2,3%)   |
| 112       | 62        | Belén al volante                                    | 27/11/2024       | 203 000 (2,5%)201 000 (2,4%)   |
| 113       | 63        | El tenso reencuentro                                | 28/11/2024       | 181 000 (2,2%)194 000 (2,3%)   |
| 114       | 64        | Matamoros raja del clan                             | 29/11/2024       | 167 000 (2,1%)190 000 (2,4%)   |
| 115       | 65        | Dulces declaraciones de lunes                       | 02/12/2024       | 191 000 (2,3%)178 000 (2,1%)   |
| 116       | 66        | Los detalles de la entrevista Bárbara               | 03/12/2024       | 222 000 (2,6%)238 000 (2,7%)   |
| 117       | 67        | María José Suárez e Iker Casillas, ¿enamorados?     | 04/12/2024       | 159 000 (2,0%)152 000 (1,9%)   |
| 118       | 68        | Alguien viene a merendar                            | 05/12/2024       | 165 000 (2,1%)165 000 (2,2%)   |
| 119       | 69        | El hijo de Alejandra Rubio y Carlo Costanzia        | 09/12/2024       | 174 000 (1,9%)170 000 (1,8%)   |
| 120       | 70        | La entrevista a examen                              | 10/12/2024       | 196 000 (2,3%)162 000 (1,8%)   |
| 121       | 71        | Las operaciones de Potota                           | 11/12/2024       | 144 000 (1,7%)150 000 (1,7%)   |
| 122       | 72        | Inés Hernand viene a cocinar                        | 12/12/2024       | 182 000 (2,2%)193 000 (2,3%)   |
| 123       | 73        | Nuevo colaborador en Ni que fuéramos Shhh           | 13/12/2024       | 165 000 (2,0%)N/A (1,9%)       |
| 124       | 74        | Continúa el drama bárbaro                           | 16/12/2024       | 159 000 (1,9%)146 000 (1,7%)   |
| 125       | 75        | Más allá de la entrevista bárbara                   | 17/12/2024       | 181 000 (2,2%)173 000 (2,1%)   |
| 126       | 76        | ¿Cantará C Tangana «La banana»?                     | 18/12/2024       | 194 000 (2,3%)198 000 (2,2%)   |
| 127       | 77        | La reina de la televisión                           | 19/12/2024       | 179 000 (2,2%)164 000 (2,0%)   |
| 128       | 78        | Jumper day                                          | 20/12/2024       | 145 000 (1,8%)125 000 (1,5%)   |
| 129       | 79        | La misión navideña                                  | 23/12/2024       | 137 000 (1,6%)                 |
| 130       | 80        | El primer programa del año                          | 02/01/2025       | 129 000 (1,5%)133 000 (1,5%)   |
| 131       | 81        | Roscón de reyes                                     | 03/01/2025       | 156 000 (1,7%)146 000 (1,7%)   |
| 132       | 82        | ¿Carbón o programón?                                | 07/01/2025       | 166 000 (1,9%)132 000 (1,5%)   |
| 133       | 83        | La revuelta de la televisión                        | 08/01/2025       | 163 000 (1,9%)166 000 (1,9%)   |
| 134       | 84        | La Tárrega al horno                                 | 09/01/2025       | 119 000 (1,4%)110 000 (1,4%)   |
| 135       | 85        | Dragcon UK                                          | 10/01/2025       | 171 000 (2,0%)147 000 (1,7%)   |
| 136       | 86        | Los Kikos al ataque                                 | 13/01/2025       | 161 000 (1,9%)169 000 (1,9%)   |
| 137       | 87        | La persona que quieren y que nadie tiene            | 14/01/2025       | 188 000 (2,3%)198 000 (2,3%)   |
| 138       | 88        | Misión esotérica                                    | 15/01/2025       | 206 000 (2,5%)169 000 (2,0%)   |
| 139       | 89        | Lydia cuenta su episodio con la Tárrega             | 16/01/2025       | 165 000 (2,0%)158 000 (1,8%)   |
| 140       | 90        | Vuelve a Ni que fuéramos Shhh                       | 17/01/2025       | 149 000 (1,7%)145 000 (1,7%)   |
| 141       | 91        | De lunes, pero con mucho salseo                     | 20/01/2025       | 146 000 (1,6%)169 000 (1,8%)   |
| 142       | 92        | Batalla de cocina                                   | 21/01/2025       | 136 000 (1,5%)109 000 (1,2%)   |
| 143       | 93        | Las primeras imágenes de Anabel                     | 22/01/2025       | 169 000 (1,9%)                 |
| 144       | 94        | Ana y los Miami                                     | 23/01/2025       | 159 000 (1,9%)                 |
| 145       | 95        | La triple A                                         | 24/01/2025       | 169 000 (1,9%)                 |
| 146       | 96        | Ágatha y Patón de lunes                             | 27/01/2025       | 171 000 (1,9%)                 |
| 147       | 97        | Visita sorpresa en Ni que fuéramos Shhh             | 28/01/2025       | 149 000 (1,7%)                 |
| 148       | 98        | El horóscopo chino en Ni que fuéramos Shhh          | 29/01/2025       | 167 000 (1,9%)                 |
| 149       | 99        | ¿Seremos los ganadores?                             | 30/01/2025       | 214 000 (2,5%)                 |
| 150       | 100       | Ni que fuéramos desde el metro                      | 31/01/2025       | 179 000 (2,1%)                 |
| 151       | 101       | Los secretos de la final                            | 03/02/2025       | 166 000 (2,0%)                 |
| 152       | 102       | Los fans se cabrean con su ídola                    | 04/02/2025       | 176 000 (2,1%)                 |
| 153       | 103       | El comunicado de Iker                               | 05/02/2025       | 188 000 (2,3%)                 |
| 154       | 104       | La famosa estafadora                                | 06/02/2025       | 165 000 (2,0%)                 |
| 155       | 105       | Viernes de venenito                                 | 07/02/2025       | 206 000 (2,3%)                 |
| 156       | 106       | La resaca del venenito                              | 10/02/2025       | 186 000 (2,2%)                 |
| 157       | 107       | La crisis de Pilar Rubio                            | 11/02/2025       | 176 000 (2,1%)                 |
| 158       | 108       | El futuro televisivo de Carlo                       | 12/02/2025       | 176 000 (2,1%)                 |
| 159       | 109       | Ágatha a Supervivientes                             | 13/02/2025       | 142 000 (1,8%)                 |
| 160       | 110       | San Valentín en Ni que fuéramos Shhh                | 14/02/2025       | 155 000 (1,9%)                 |
| 161       | 111       | ¿La ruptura del año?                                | 17/02/2025       | 154 000 (1,9%)                 |
| 162       | 112       | Onieva la lía en San Valentín                       | 18/02/2025       | 156 000 (1,9%)                 |
| 163       | 113       | Las novedades de la ruptura                         | 19/02/2025       | 149 000 (1,9%)                 |
| 164       | 114       | La obra de Terelu en Ni que fuéramos Shhh           | 20/02/2025       | 176 000 (2,2%)                 |
| 165       | 115       | Chesla en Ni que fuéramos Shhh                      | 21/02/2025       | 160 000 (1,9%)                 |
| 166       | 116       | ¿Viene Patón a merendar?                            | 24/02/2025       | 162 000 (2,0%)                 |
| 167       | 117       | El acontecimiento                                   | 25/02/2025       | 177 000 (2,1%)                 |
| 168       | 118       | La Osa                                              | 26/02/2025       | 190 000 (2,5%)                 |
| 169       | 119       | La parada de Casillas                               | 27/02/2025       | 183 000 (2,3%)                 |
| 170       | 120       | Más Joaquín en Ni que fuéramos Shhh                 | 28/02/2025       | 129 000 (1,6%)                 |
| 171       | 121       | La verdad de Claudia                                | 03/03/2025       | 134 000 (1,5%)                 |
| 172       | 122       | Terelu superviviente                                | 04/03/2025       | 159 000 (1,8%)                 |
| 173       | 123       | La respuesta de los Bollo                           | 05/03/2025       | 169 000 (1,9%)                 |
| 174       | 124       | La boda del año                                     | 06/03/2025       | 174 000 (2,0%)                 |
| 175       | 125       | Las primeras horas de Terelu                        | 07/03/2025       | 184 000 (2,1%)                 |
| 176       | 126       | Destripamos las 72 horas de Terelu                  | 10/03/2025       | 161 000 (1,9%)                 |
| 177       | 127       | Desenmascaramos a Montoya                           | 11/03/2025       | 194 000 (2,2%)                 |
| 178       | 128       | La tormenta del abandono                            | 12/03/2025       | 207 000 (2,5%)                 |
| 179       | 129       | Los toreros toreados                                | 13/03/2025       | 175 000 (2,0%)                 |
| 180       | 130       | La sirenita de Cayos Cochinos                       | 14/03/2025       | 181 000 (2,1%)                 |
| 181       | 131       | La plantá de la F                                   | 17/03/2025       | 172 000 (2,0%)                 |
| 182       | 132       | Las verdaderas conversaciones                       | 18/03/2025       | 182 000 (2,1%)                 |
| 183       | 133       | Un pulpo, otro acontecimiento y la fecha definitiva | 19/03/2025       | 175 000 (2,1%)                 |
| 184       | 134       | La bomba de Matamoros                               | 20/03/2025       | 176 000 (2,1%)                 |
| 185       | 135       | ¿Se irá Terelu?                                     | 21/03/2025       | 182 000 (2,1%)                 |
| 186       | 136       | La cuenta atrás                                     | 24/03/2025       | 186 000 (2,2%)                 |
| 187       | 137       | El reencuentro de Marta y Ágatha                    | 25/03/2025       | 166 000 (2,0%)                 |
| 188       | 138       | Un pulpo viene a vernos                             | 26/03/2025       | 181 000 (2,3%)                 |
| 189       | 139       | Ni que fuéramos el último programa                  | 27/03/2025       | 193 000 (2,4%)                 |